# Cratere Dagonet
Dagonet è un cratere sulla superficie di Mimas.